# Pływanie na Letnich Igrzyskach Olimpijskich 1976 – 100 m stylem grzbietowym kobiet
100 m stylem grzbietowym kobiet – jedna z konkurencji pływackich rozgrywanych podczas XXI Igrzysk Olimpijskich w Montrealu. Eliminacje i półfinały odbyły się 20 lipca, a finał 21 lipca 1976 roku.
Mistrzynią olimpijską została reprezentantka NRD Ulrike Richter, która ustanowiła nowy rekord olimpijski (1:01,83). Srebrny medal wywalczyła rodaczka Richter, Birgit Treiber (1:03,41), a brąz Nancy Garapick (1:03,71) z Kanady. 

## Rekordy
Przed zawodami rekord świata i rekord olimpijski wyglądały następująco:
| Rekord            | Zawodniczka    | Czas    | Miejsce   | Data            |       |
| ----------------- | -------------- | ------- | --------- | --------------- | ----- |
| Rekord świata     | Ulrike Richter | 1:01,51 | Berlin    | 5 czerwca 1976  | [ 1 ] |
| Rekord olimpijski | Melissa Belote | 1:05,78 | Monachium | 2 września 1972 | [ 2 ] |

W trakcie zawodów ustanowiono następujące rekordy:
| Data     | Etap konkurencji      | Zawodniczka      | Czas    | Rekord |
| -------- | --------------------- | ---------------- | ------- | ------ |
| 20 lipca | wyścig eliminacyjny 1 | Tauna Vandeweghe | 1:05,00 | OR     |
| 20 lipca | wyścig eliminacyjny 2 | Nancy Garapick   | 1:03,28 | OR     |
| 20 lipca | półfinał 1            | Ulrike Richter   | 1:02,39 | OR     |
| 21 lipca | finał                 | Ulrike Richter   | 1:01,83 | OR     |

## Wyniki

### Eliminacje
| Miejsce | Wyścig | Zawodniczka           | Państwo           | Czas    | Uwagi |
| ------- | ------ | --------------------- | ----------------- | ------- | ----- |
| 1.      | 2      | Nancy Garapick        | Kanada            | 1:03,28 | Q, ,  |
| 2.      | 5      | Ulrike Richter        | NRD               | 1:03,61 | Q     |
| 3.      | 5      | Wendy Hogg            | Kanada            | 1:04,31 | Q     |
| 4.      | 3      | Birgit Treiber        | NRD               | 1:04,34 | Q     |
| 4.      | 4      | Antje Stille          | NRD               | 1:04,34 | Q     |
| 6.      | 3      | Linda Jezek           | Stany Zjednoczone | 1:04,69 | Q     |
| 7.      | 4      | Enith Brigitha        | Holandia          | 1:04,98 | Q,    |
| 8.      | 1      | Tauna Vandeweghe      | Stany Zjednoczone | 1:05,00 | Q     |
| 9.      | 4      | Nadija Stawko         | ZSRR              | 1:05,39 | Q     |
| 10.     | 1      | Klawdija Studennikowa | ZSRR              | 1:05,56 | Q     |
| 10.     | 5      | Diane Edelijn         | Holandia          | 1:05,56 | Q     |
| 12.     | 1      | Cheryl Gibson         | Kanada            | 1:05,64 | Q     |
| 13.     | 5      | Yoshimi Nishigawa     | Japonia           | 1:05,78 | Q,    |
| 14.     | 4      | Glenda Robertson      | Australia         | 1:06,19 | Q     |
| 15.     | 5      | Heike John            | RFN               | 1:06,20 | Q     |
| 16.     | 2      | Michelle de Vries     | Australia         | 1:06,22 | Q     |
| 17.     | 2      | Gabriella Verrasztó   | Węgry             | 1:06,27 |       |
| 18.     | 3      | Karin Bormann         | RFN               | 1:06,33 |       |
| 19.     | 3      | Renee Magee           | Stany Zjednoczone | 1:06,44 |       |
| 20.     | 1      | Antonella Roncelli    | Włochy            | 1:06,59 | NR    |
| 21.     | 3      | Joy Beasley           | Wielka Brytania   | 1:06,66 | NR    |
| 22.     | 4      | Monique Rodahl        | Nowa Zelandia     | 1:06,73 |       |
| 23.     | 2      | Amanda James          | Wielka Brytania   | 1:07,28 |       |
| 24.     | 1      | Sylvie Testuz         | Francja           | 1:07,62 |       |
| 25.     | 5      | Gunilla Lundberg      | Szwecja           | 1:07,73 |       |
| 26.     | 2      | Angelika Grieser      | RFN               | 1:08,08 |       |
| 27.     | 4      | Naoko Miura           | Japonia           | 1:08,31 |       |
| 28.     | 3      | Claudia Bellotto      | Argentyna         | 1:10,27 |       |
| 29.     | 1      | Paola Ruggieri        | Wenezuela         | 1:11,14 |       |
| 30.     | 4      | Deirdre Sheehan       | Irlandia          | 1:11,53 |       |
| 31.     | 2      | Liliana Cian          | Kolumbia          | 1:11,62 |       |
| 32.     | 5      | Pierrette Michel      | Belgia            | 1:12,73 |       |
| 33.     | 3      | Raphaelynne Lee       | Hongkong          | 1:14,66 |       |
| 34.     | 2      | Sansanee Changkasiri  | Tajlandia         | 1:19,15 |       |

### Półfinały

#### Półfinał 1
| Miejsce | Zawodniczka           | Państwo           | Czas    | Uwagi |
| ------- | --------------------- | ----------------- | ------- | ----- |
| 1.      | Ulrike Richter        | NRD               | 1:02,39 | Q,    |
| 2.      | Birgit Treiber        | NRD               | 1:04,21 | Q     |
| 3.      | Cheryl Gibson         | Kanada            | 1:04,89 | Q     |
| 4.      | Klawdija Studennikowa | ZSRR              | 1:05,73 |       |
| 5.      | Linda Jezek           | Stany Zjednoczone | 1:06,01 |       |
| 6.      | Michelle de Vries     | Australia         | 1:06,02 | NR    |
| 7.      | Tauna Vandeweghe      | Stany Zjednoczone | 1:06,29 |       |
| 8.      | Glenda Robertson      | Australia         | 1:06,93 |       |

#### Półfinał 2
| Miejsce | Zawodniczka       | Państwo  | Czas    | Uwagi |
| ------- | ----------------- | -------- | ------- | ----- |
| 1.      | Nancy Garapick    | Kanada   | 1:03,75 | Q     |
| 2.      | Antje Stille      | NRD      | 1:03,94 | Q     |
| 3.      | Wendy Hogg        | Kanada   | 1:04,17 | Q     |
| 4.      | Enith Brigitha    | Holandia | 1:05,21 | Q, WD |
| 5.      | Nadija Stawko     | ZSRR     | 1:05,23 | Q     |
| 6.      | Diane Edelijn     | Holandia | 1:05,58 | Q     |
| 7.      | Heike John        | RFN      | 1:06,26 |       |
| 8.      | Yoshimi Nishigawa | Japonia  | 1:06,46 |       |

### Finał
| Miejsce | Zawodniczka    | Państwo  | Czas    | Uwagi |
| ------- | -------------- | -------- | ------- | ----- |
| 1 !     | Ulrike Richter | NRD      | 1:01,83 | OR    |
| 2 !     | Birgit Treiber | NRD      | 1:03,41 |       |
| 3 !     | Nancy Garapick | Kanada   | 1:03,71 |       |
| 4.      | Wendy Hogg     | Kanada   | 1:03,93 |       |
| 5.      | Cheryl Gibson  | Kanada   | 1:05,16 |       |
| 6.      | Nadija Stawko  | ZSRR     | 1:05,19 |       |
| 7.      | Antje Stille   | NRD      | 1:05,30 |       |
| 8.      | Diane Edelijn  | Holandia | 1:05,53 |       |